# Get Nervous
Albums de Pat Benatar
Precious Time
(1981) Live from Earth
(1983)
Singles
1. Shadows of the Night
Sortie : 21 septembre 1982
2. Little Too Late
Sortie : 19 janvier 1983
3. Looking for a Stranger
Sortie : 23 avril 1983
4. Anxiety (Get Nervous) (Europe)
Sortie : Juillet 1983

Get Nervous est le 4e album studio de la chanteuse américaine Pat Benatar, sorti en novembre 1982. L'album s'est classé à 4e position au Billboard 200 la semaine du 15 janvier 1983. Get Nervous est certifié disque de platine aux États-Unis en mars 1983. En France, l'album s'est classé 14e et est resté 45 semaines dans les charts.
Trois titres ont été choisis pour une édition en single, et tous, ont atteint le Top40 des charts américains. Shadows of the Night s'est classé à la 13e position au Billboard Hot 100, Little Too Late à la 20e position et Looking for a Stranger à la 39e position
En 1982, Pat Benatar remport son 3e Grammy Award, toujours dans la catégorie Meilleure chanteuse rock, grâce au single Shadows of the Night.

## Liste des titres
| A1. | Shadows of the Night   | D.L. Byron, Myron Grombacher, Pat Benatar | 4:20 |
| A2. | Looking for a Stranger | Franne Golde, Peter McIan                 | 3:24 |
| A3. | Anxiety (Get Nervous)  | Neil Giraldo, Billy Steinberg             | 3:42 |
| A4. | Fight It Out           | Neil Giraldo, Billy Steinberg             | 3:56 |
| A5. | The Victim             | Neil Giraldo, Billy Steinberg             | 4:43 |

| B1. | Little Too Late | Alex Call                      | 4:06 |
| B2. | I'll Do It      | Neil Giraldo, Pat Benatar      | 4:09 |
| B3. | I Want Out      | Neil Giraldo, Billy Steinberg  | 3:43 |
| B4. | Tell It to Her  | Roger Bruno, Ellen Schwartz    | 3:44 |
| B5. | Silent Partner  | Neil Giraldo, Myron Grombacher | 3:45 |